# Angelika Aliti
Angelika Aliti (* 26. Mai 1946 in Hamburg) ist Autorin, Philosophin, Kulturschaffende und Theatermacherin.

## Leben

### Wirken
„Nur das Schreiben bleibt. Es ist mir wie atmen. Es hält mich am Leben.“  Dieser Satz fasst zusammen, was Angelika Aliti ausmacht: das Schreiben, als Theaterautorin, Journalistin, Therapeutin und Schriftstellerin.
Ihre Bücher thematisieren die vielfältigen Möglichkeiten, die eigene Seele zu finden und trotz aller Beschränkungen zu entfalten. Magie und Energien, die systemisch wirken, werden als Lebenshilfe beschrieben. Zu ihren bekanntesten Werken zählen  "Die wilde Frau" (1994), "Macht und Magie"(1998), "Das Maß aller Dinge" (2000). Zuletzt erschien „Wer setzt sich da auf meine Flügel“ (2006).
2002 gründete Angelika Aliti die Frauengilde "Die Schönfärberinnen", die sich dem philosophischen Diskurs aus weiblicher Sicht verschrieben hat. 
Als Theatermacherin und Kulturschaffende arbeitet Angelika Aliti mit experimentellen Konzepten. So entwickelte sie für das Stadttheater Fürth den „Magischen Salon“. In diesem Theaterprojekt steht sie auch selbst auf der Bühne. Sie entwarf die „Maera Nike Kulturschule“ in der Steiermark. Ein Projekt, das ermöglicht, Kultur zu lernen. Bereits in den 1980er Jahren gründete und leitete sie die freie Theatergruppe „Regentag Comic Revue“ und arbeitete mit dem Regisseur Klaus Hemmerle zusammen. Mit ihrem Wirken will sie „das weite Land der Seele für ein Publikum sichtbar machen“.

### Herkunft
Angelika Aliti wurde als Tochter griechischer Eltern geboren. Ihr Migrationshintergrund ließ sie schon früh erfahren, was ein Großer der schreibenden Zunft einmal so sagte: „Heute habe ich akzeptiert, dass ich nirgendwo zu Hause bin und überall zu Hause sein kann. Das ist nicht die schlimmste Lage für einen Schriftsteller.“ (George Tabori, taz, 24. Mai 1994)
Angelika Aliti hat sich ihre eigene Heimat auf dem österreichischen „Schlangenberg“, einem Landsitz im Südosten der Steiermark, geschaffen. Die hanseatische Griechin mit österreichischem Pass begann ihren Weg des Wortes mit einer Ausbildung zur Journalistin und Reporterin bei der dpa (Deutsche Presse Agentur). Später war sie Kultur-Redakteurin und Rundfunksprecherin (BBC) sowie Beraterin zahlreicher Künstler. Sie arbeitete als Therapeutin und Seminarleiterin in Wien. Ihre Vortragsreisen führen sie durch den gesamten deutschsprachigen Raum.

## Werke
- Wer setzt sich da auf meine Flügel. Aus Feinden werden Lebenslehrer.
- Der Magische Salon. Das Buch zum Theaterprojekt.
- Der Kreis in der Wüste. Handbuch der 13 Aspekte weiblichen Seins zur praktischen Anwendung
- Heißes Herz.Krimi
- Das Maß aller Dinge. Die dreizehn Aspekte weiblichen Seins
- Die sinnliche Frau
- Kein Bock auf Ziegen. Krimi
- Macht und Magie. Der weibliche Weg, die Welt zu verändern
- Die Sau ruft Krimi
- Mama ante portas! Wenn Frauen das Sagen haben
- Der Weise Leichtsinn. Frauen auf der Höhe ihres Lebens
- Die wilde Frau Rückkehr zu den Quellen weiblicher Macht und Energie
- Die Sucht unsterblich zu sein Warum der Mensch den Tod fürchtet und darüber das Leben versäumt

## Theaterstücke (Auswahl)
- Die Murfrau. 2007
- In Venus veritas
- Mens sana in Campari Soda
- Flieg, Furie, flieg
- Zum Glück geht die Tür nach außen auf
- So dumm und Gomorrah
- Falls du mich suchst, ich bin im Irrenhaus
- Die Zeit wartet auf niemand.

## Zitate
„Zu einer Wahrhaftigkeit kommt man nur, wenn man über Anwesende genauso spricht, als wenn sie abwesend wären.“

Angelika Aliti, Nürnberger Abendzeitung, 28. Oktober 2004

„Wie alle Schriftsteller leide ich an dem Zustand der Welt. Und wie alle Schriftsteller versuche ich, die Welt neu zu erzählen, anders zu erzählen, lebbarer zu machen mit meinen Geschichten.“

Angelika Aliti, Interview auf www.schlangenberg.at